# Ronaldo Campos
José Ronaldo Campos de Souza ou simplesmente Ronaldo Campos, (Santarém, 21 de fevereiro de 1942 – Santarém, 26 de janeiro de 2017) foi um comerciante e político brasileiro, outrora deputado federal pelo Pará.

## Dados biográficos
Filho de Inácio Ubirajara Bentes de Souza e Ana Maria Campos de Souza. Representante do Serviço Nacional dos Municípios (SENAM) no Baixo Amazonas em 1961, foi eleito vereador em Santarém em 1962, migrando para o MDB após o fim do  pluripartidarismo via Ato Institucional Número Dois. Após o fim do mandato assumiu a Secretaria Municipal de Obras a convite do prefeito Elias Pinto em 1967 sendo reeleito vereador em 1970 e 1972. Eleito deputado estadual em 1974 e 1978, migrou para o PMDB tão logo foi extinto o bipartidarismo.
Em 1982 elegeu-se deputado federal e uma vez em Brasília votou a favor da Emenda Dante de Oliveira em 1984 e como esta foi rejeitada, apoiou Tancredo Neves no Colégio Eleitoral em 1985. Nesse mesmo ano foi eleito prefeito de Santarém. Após cumprir seu mandato, presidiu a Companhia Docas do Pará (1989-1990) no governo Hélio Gueiros. Nos anos seguintes assessorou Jader Barbalho no governo do Pará, Hélio Gueiros na prefeitura de Belém e Lira Maia na prefeitura de Santarém.